# 켄 올슨
케니스 해리 "켄" 올슨(Kenneth Harry "Ken" Olsen, 1926년 2월 20일 ~ 2011년 2월 6일)은
1957년 동료 할런 앤더슨, 그리고 그의 형제 스탠 올슨과 함께 1957년 디지털 이큅먼트 코퍼레이션(DEC)를 공동 설립한 미국의 공학자였다.

## 배경
케니스 해리 올슨은 코네티컷주 브리지포트에서 태어나 코네티컷주 스트랫퍼드의 이웃 도시에서 자랐다. 그의 할아버지는 노르웨이 출신이고 할머니는 스웨덴 출신이다. 올슨은 기계 가게에서 여러 여름을 보내며 경력을 쌓기 시작했다. 라디오 수리를 통해 주위의 발명가 사이에 유명해졌다.
1944년부터 1946년까지 미국 해군에 복무한 이후 올슨은 매사추세츠 공과대학교에 입학하여 1950년에 학사 학위를, 1952년에 전기공학 부문에서 박사 학위를 받았다.

## 사망
올슨은 84세의 나이로 2011년 2월 6일 인디애나폴리스의 호스피스에 있는 동안 사망했다. 그가 임원으로 있었던 고든 칼리지는 그의 사망을 발표하였으나 사인을 밝히지는 않았다. 그의 가족 또한 그의 사망을 둘러싼 어떠한 상세한 내용에 의견도 주지 않았다.

## 수상
- 1993: 전기 전자 기술자 협회: IEEE 창립자 메달
- 1996: 컴퓨터 역사 박물관: 뮤지엄 펠로(Museum Fellow)[7]

## 추가 문헌
- Earls, Alan R. Digital Equipment Corporation. Arcadia Publishing, 2004. ISBN 978-0-7385-3587-6
- Schein, Edgar H. DEC Is Dead, Long Live DEC: The Lasting Legacy of Digital Equipment Corporation Berrett-Koehler Publishers, 2004. ISBN 978-1-57675-305-7